# Bijoux suffragistes
Les bijoux suffragistes sont des bijoux portés par les suffragistes dans les années précédant la Première Guerre mondiale, qui manifestaient publiquement l'adhésion à la cause suffragiste au Royaume-Uni. Ces bijoux permettait aux suffragettes britanniques de s'identifier. 

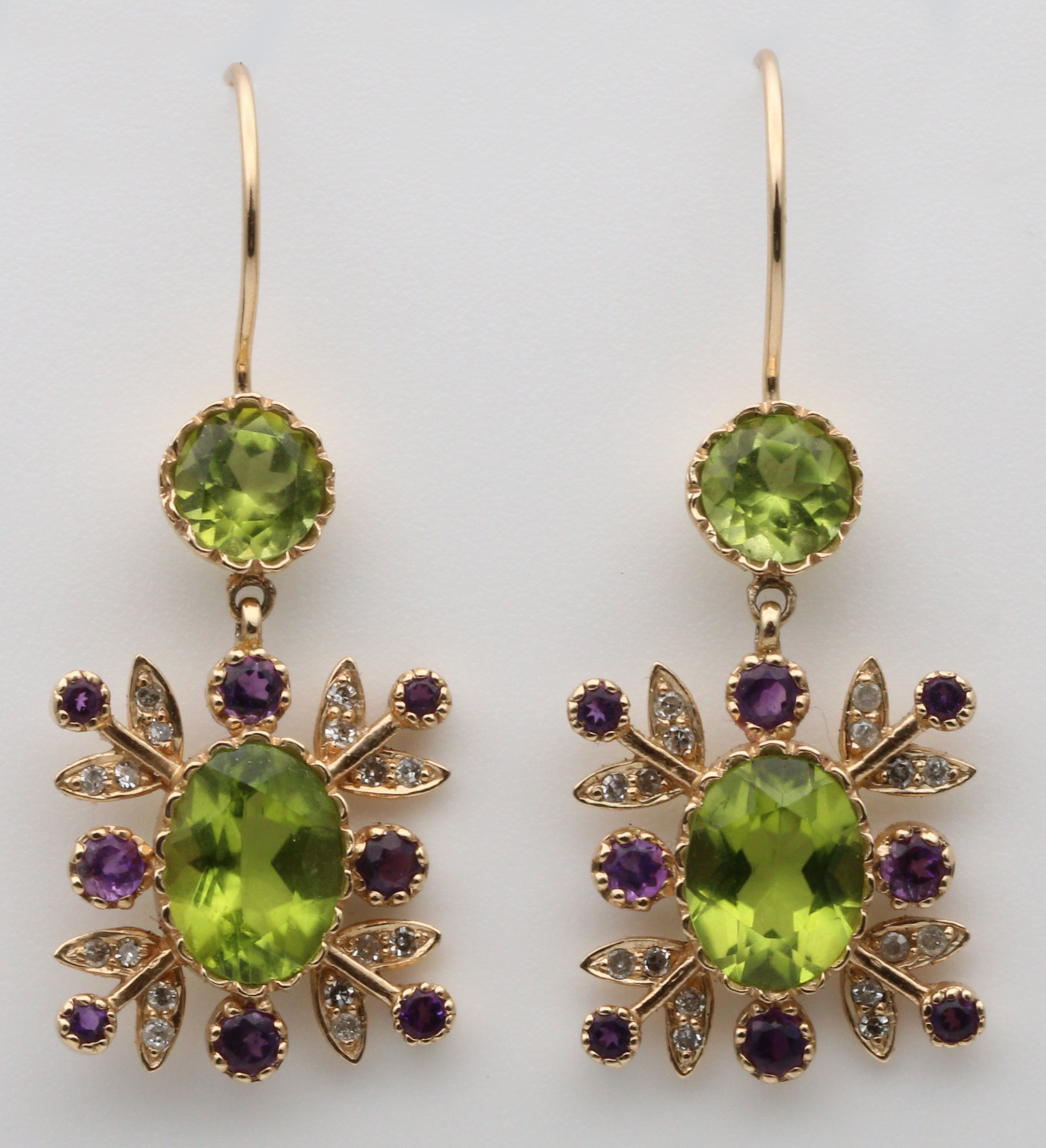
Boucles d'oreilles en or aux couleurs de la WSPU.

## Style visuel
Les suffragettes ont adopté le langage de la mode comme stratégie pour accroître l'attrait populaire de leur mouvement. 
La plupart des bijoux suffragistes étaient aux couleurs de la Women's Social and Political Union : violet, blanc et vert. La conception de cette marque visuelle revient soit à Sylvia Pankhurst, formée à la Manchester School of Art et au Royal College of Art soit à Emmeline Pethick-Lawrence, rédactrice du magazine Votes for Women. L'association avec la cause suffragiste est devenue à la mode et, en 1908, Mappin & Webb, détenteurs de mandats royaux de création de bijoux depuis 1897, a publié un catalogue de bijoux suffragistes. 

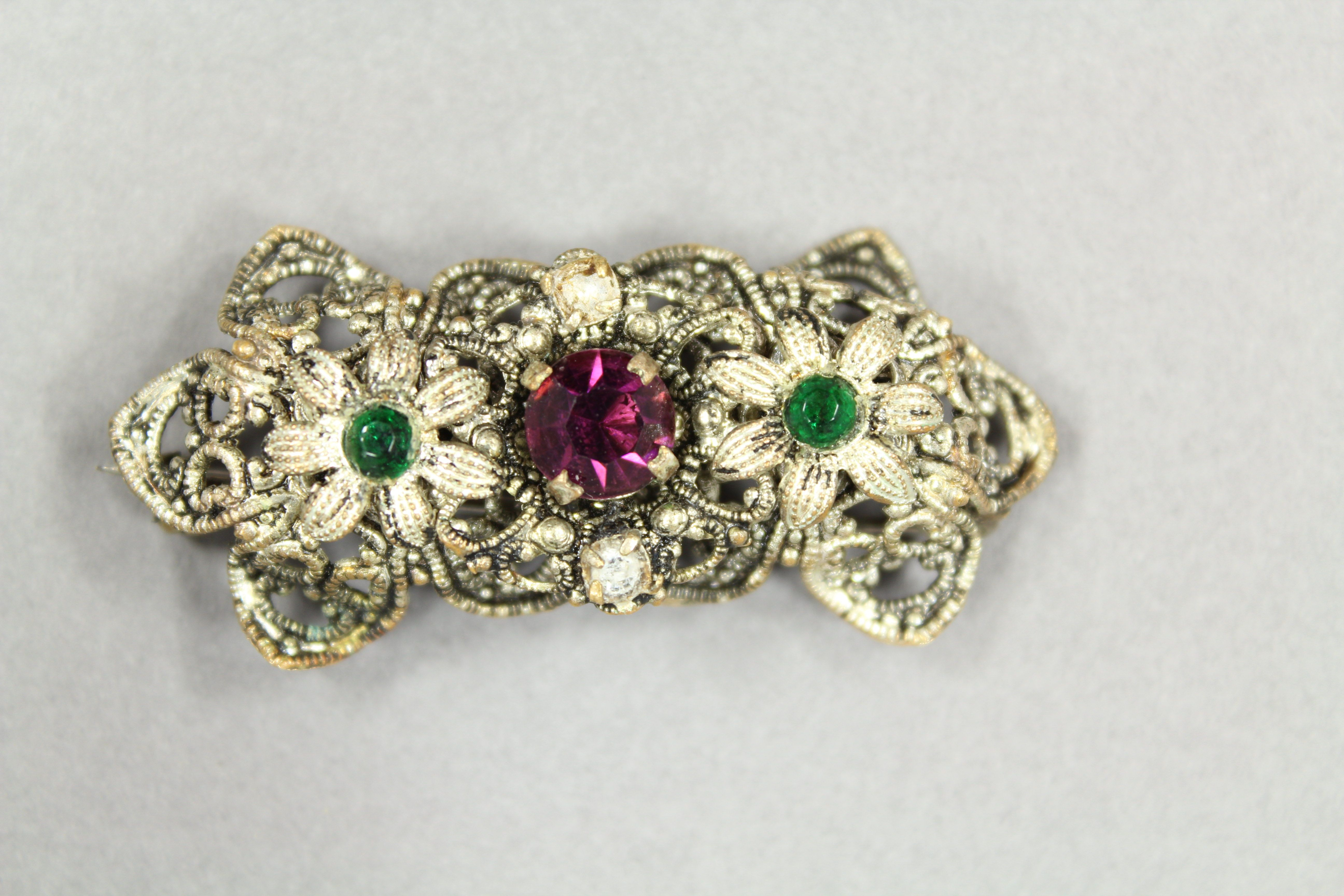
Broche aux couleurs de la WSPU.

Il semble qu'il y ait eu des liens étroits entre les suffragettes et les artistes du mouvement Arts and Crafts.

## Créateurs connus
- Sylvia Pankhurst
- Arthur Gaskin

## Thèmes
Les dessins populaires pour les bijoux suffragistes comprenaient le design de Sylvia Pankhurst Angel of Freedom, des épingles à chapeau en forme de flèche pour évoquer la prison, et des badges affichant des photos des dirigeants de la WSPU.

## Authentification et contestation
Certains auteurs, en particulier ceux qui se concentrent sur le marché des collectionneurs, soutiennent que l'importance des bijoux en tant que moyen d'auto-identification avec le mouvement des suffragettes est surestimée, en raison de la popularité de ces couleurs de bijoux avant et après la période de leur diffusion. Cependant, comme le note Elizabeth Goring, la combinaison de couleurs violet-blanc-vert est profondément symbolique du mouvement suffragiste et l'utilisation de ces couleurs « offrait un moyen puissant par lequel les suffragettes pouvaient annoncer publiquement leur identité, et ne serait pas interprétée comme simplement décoratifs par d'autres ». 
Il existe toutefois peu de bijoux clairement identifiables au mouvement suffragiste dans des collections, du fait de la difficulté pour distinguer ces bijoux d'autres bijoux édouardiens. L'association des médailles avec le mouvement suffragiste est plus simple. 
La collection permanente du musée de Londres contient un exemple de bijou suffragiste créé sur mesure par Ernestine Mills pour commémorer la libération de la prison de Holloway de Louise Mary Eates, secrétaire de la WSPU de Kensington. Une figure ailée symbolisant l'espoir chante avec en arrière-plan la prison représentée par des barreaux avec des éléments violets, blancs et verts.

## Voir également